# 우라우스정
우라우스정(일본어: 浦臼町)은 일본 홋카이도 소라치 종합진흥국 관내에 있는 정이다.
우라우스는 아이누어로 ‘우라이·소·나이’(ウライ・ウシ・ナイ, 그물을 말리는 곳의 강)가 와전된 것으로 여겨진다. 혹은 ‘우라시’(ウラシ, 조릿대가 많은 곳)에서 유래한다는 설도 있다.

## 지리
홋카이도 소라치 종합진흥국 관내의 거의 중앙에 위치하고 서부에는 가바토 연산이 남북으로 걸쳐 있다. 시가지는 이시카리강 우안에 있고 주변부에는 논이 펼쳐진다.

### 인접한 자치체
- 소라치 종합진흥국
  - 비바이시
  - 가바토군 쓰키가타정, 신토쓰카와정
  - 소라치군 나이에정

- 이시카리 진흥국
  - 이시카리군 도베쓰정

## 역사
- 1899년 - 우라우스촌, 쓰키가타촌(현 쓰키가타정)에서 분리되었다.
- 1909년 - 2급 정촌제를 시행했다.
- 1960년 - 정으로 승격해 우라우스정이 되었다.

## 경제
농업이 주요 산업으로 쌀, 화훼, 멜론, 감자, 아스파라거스, 모란, 포도(와인용)를 재배한다.

## 교통

### 철도
- 홋카이도 여객철도 삿쇼선

### 도로
- 국도 275호선